# John Major
Sir John Major (ur. 29 marca 1943 w Carshalton w hrabstwie Surrey) – brytyjski polityk, minister w trzecim rządzie Margaret Thatcher, lider Partii Konserwatywnej i premier Wielkiej Brytanii w latach 1990–1997. Na czas jego urzędowania przypada koniec zimnej wojny oraz dyskusje dotyczące stopnia integracji Wielkiej Brytanii z Unią Europejską, które doprowadziły do podziałów wewnątrz konserwatystów. Stanowisko premiera utracił po największej od 1832 wyborczej porażce Partii Konserwatywnej.

## Młodość
Urodził się w 1943 w St Helier Hospital w Carshalton. Jest synem Toma Pascala Huberta Majora-Balla. Ochrzczono go pod imionami John Roy, ale w akcie urodzenia pozostało tylko pierwsze imię, jednakże aż do początku lat 80. używał imienia Roy. Wykształcenie odebrał w szkole podstawowej w Cheam Common oraz w Rutlish Grammar School w Merton (po 1954). W latach 50. upadła działalność ojca związana z dekoracjami ogrodowymi, co zmusiło rodzinę do przeprowadzenia się w 1955 do Brixton. W 1956 zobaczył po raz pierwszy debatę w Izbie Gmin.
W 1959 opuścił szkołę. Starał się o posadę konduktora w autobusach, ale jego podanie zostało odrzucone. Dostał dopiero pracę urzędnika w biurze maklerskim Pratt & Sons. Szybko jednak zwolnił się z tej pracy i razem z bratem Terrym pomagał ojcu w jego interesach. W tym czasie wstąpił do Młodych Konserwatystów.
Po kilku latach bez zatrudnienia rozpoczął w 1963 pracę w London Electricity Board. Rozpoczął również korespondencyjny kurs bankowości. W maju 1965 rozpoczął pracę w Standard Chartered Bank.

## Kariera polityczna

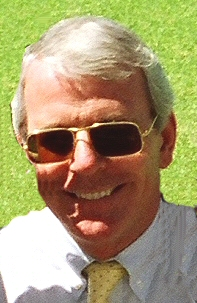
John Major

W 1964 wystartował w wyborach do rady Lambeth Borough i wybory te niespodziewanie wygrał. W radzie był przewodniczącym komisji budownictwa, odpowiadając za budowę sieci osiedli mieszkaniowych. W maju 1971 przegrał wybory i utracił miejsce w radzie. W 1974 podjął próbę dostania się do Izby Gmin w okręgu St Pancras North. Ponieważ okręg ten był zdominowany przez laburzystów, wybory te przegrał. W listopadzie 1976 został wybrany przez lokalny oddział Partii Konserwatywnej w Huntingdonshire jako kandydat w tym okręgu w najbliższych wyborach. Wybory w 1979 zapewniły mu miejsce w parlamencie.
Po likwidacji okręgu wyborczego, w którym sprawował mandat, w 1983 wystartował z okręgu Huntingdon i wygrał wybory. Wygrywał także w latach 1987, 1992 i 1997. Wybory 1992 wygrał z rekordową przewagą 36 230 głosów.
W 1981 został parlamentarnym prywatnym sekretarzem, a w 1983 asystentem whipa. W 1985 został podsekretarzem stanu w ministerstwie zabezpieczenia socjalnego. W 1986 został ministrem stanu w tym departamencie. Po wyborach 1987 został członkiem gabinetu jako naczelny sekretarz skarbu. 24 lipca 1989 został ministrem spraw zagranicznych. Na tym stanowisku pozostał tylko przez 3 miesiące, obejmując następnie stanowisko kanclerza skarbu. Miał okazję przedstawić projekt tylko jednego budżetu (prezentacji dokonał podczas pierwszej transmisji telewizyjnej tego typu wydarzenia).
Po rezygnacji urzędującej premier Margaret Thatcher w wyborach na lidera konserwatystów w 1990 został jednym z kandydatów w drugiej turze głosowań. Jego kontrkandydatami byli Michael Heseltine i Douglas Hurd. 27 listopada odbyło się głosowanie, które wygrał Major uzyskując 185 głosów. 28 listopada nowy lider Partii Konserwatywnej udał się do Pałacu Buckingham, gdzie królowa Elżbieta II powołała go na premiera Wielkiej Brytanii.

## Na czele Rządu Jej Królewskiej Mości
Początek jego rządów przypadł na okres kryzysu w Zatoce Perskiej, kiedy irackie wojska Saddama Husajna zajęły Kuwejt. Podczas wojny odegrał ważną rolę w przekonaniu prezydenta USA George’a Busha do utworzenia stref zakazu lotów w celu ochrony Kurdów i Szyitów.
Podczas pierwszego roku rządów Majora nastąpił zastój gospodarczy Wielkiej Brytanii. W nadchodzących wyborach 1992 partii rządzącej nie dawano wielkich szans na reelekcję. Pewnym kandydatem na przyszłego premiera był lider opozycji Neil Kinnock. Major prowadził kampanię wyborczą na ulicach, wielokrotnie przemawiając z przenośnych platform (tzw. soapbox). Te działania zyskały dla konserwatystów sporo poparcia i przyczyniły się do nieoczekiwanego zwycięstwa Partii Konserwatywnej, chociaż przewaga w parlamencie stopniała do 21 głosów.
Niedługo po wyborach, 16 września 1992 doszło do tzw. Czarnej Środy, kiedy to w wyniku ataków spekulanckich i podwyższeniu stóp procentowych rząd Majora zmuszony był wycofać funta szterlinga z systemu ERM. Spowodowało to kryzys ekonomiczny, upadek wielu przedsiębiorstw oraz załamanie się rynku mieszkaniowego. W tej sytuacji Major rozważał swoją dymisję, do której ostatecznie nie doszło.
Po kilku miesiącach sytuacja gospodarcza poprawiła się, ale wówczas uwagę opinii publicznej przyciągnął spór jaki rozgorzał wewnątrz Partii Konserwatywnej na temat integracji europejskiej. Animozje wystąpiły na tle sporu o ratyfikację traktatu z Maastricht z 1992. Wywołał on krytykę w partii oraz w rządzie. Ratyfikację poparła laburzystowska opozycja, ale krytykowała poszczególne fragmenty traktatu. „Zbuntowało” się również 23 konserwatywnych deputowanych (tzw. „Maastricht Rebels”), co spowodowało, że rząd utracił większość w Izbie Gmin i traktat nie został ratyfikowany. 23 lipca 1993 Major zażądał głosowania nad wotum zaufania dla swojego gabinetu. Uzyskał je większością 40 głosów. 2 sierpnia ostatecznie Wielka Brytania ratyfikowała traktat.
9 grudnia 1992 John Major poinformował w parlamencie o oficjalnej separacji księcia i księżnej Walii. Dodatkowo ogłosił, że stan cywilny obojga nie będzie miał wpływu na sukcesję (tym samym książę, pomimo rozwodu, będzie mógł zostać królem), a synowie pary zachowają prawa do tronu (zgodnie ze średniowiecznym zwyczajem zostaliby wydziedziczeni i wykreśleni z listy sukcesyjnej). Do rozwodu księstwa Walii doszło w 1996.
Lata 1992–1993 były okresem licznych skandali obyczajowych w Partii Konserwatywnej, które były od razu nagłaśniane przez tabloidy. David Mellor, David Ashby, lord Caithness, Alan Amos, Tim Yeo oraz Michael Brown byli zamieszani w skandale seksualne. Graham Riddick, David Tredinnick, Tim Smith oraz Neil Hamilton byli oskarżeni o przyjęcie łapówek od biznesmena Mohameda Al Fayeda. Spowodowało to, że na konferencji Partii Konserwatywnej w 1993 Major zainicjował politykę „Powrotu do korzeni” (Back to Basics), czyli do tradycyjnych rodzinnych wartości. Kampania ta nie przyniosła jednak żadnych rezultatów i została zaniechana.
Niedługo po objęciu urzędu premiera Major nawiązał rozmowy z Tymczasową IRA. We wrześniu 1994 IRA ogłosiła zawieszenie broni, które przetrwało do lutego 1996.
22 lipca 1995 spory w Partii Konserwatywnej osiągnęły taki stopień, że Major podał się do dymisji i zapowiedział swój start w wyborach na lidera. Przeciwko niemu wystartował minister ds. Walii John Redwood. Major wygrał te wybory uzyskując 218 głosów wobec 89 oddanych na Redwooda. Wygrane wybory nie poprawiły jednak pozycji Majora w Partii Konserwatywnej. W grudniu 1996 rząd utracił większość w Izbie Gmin. 17 marca 1997 zarządził wybory do Izby Gmin. Miał nadzieję, że wzrost gospodarczy poprawi notowania jego partii.

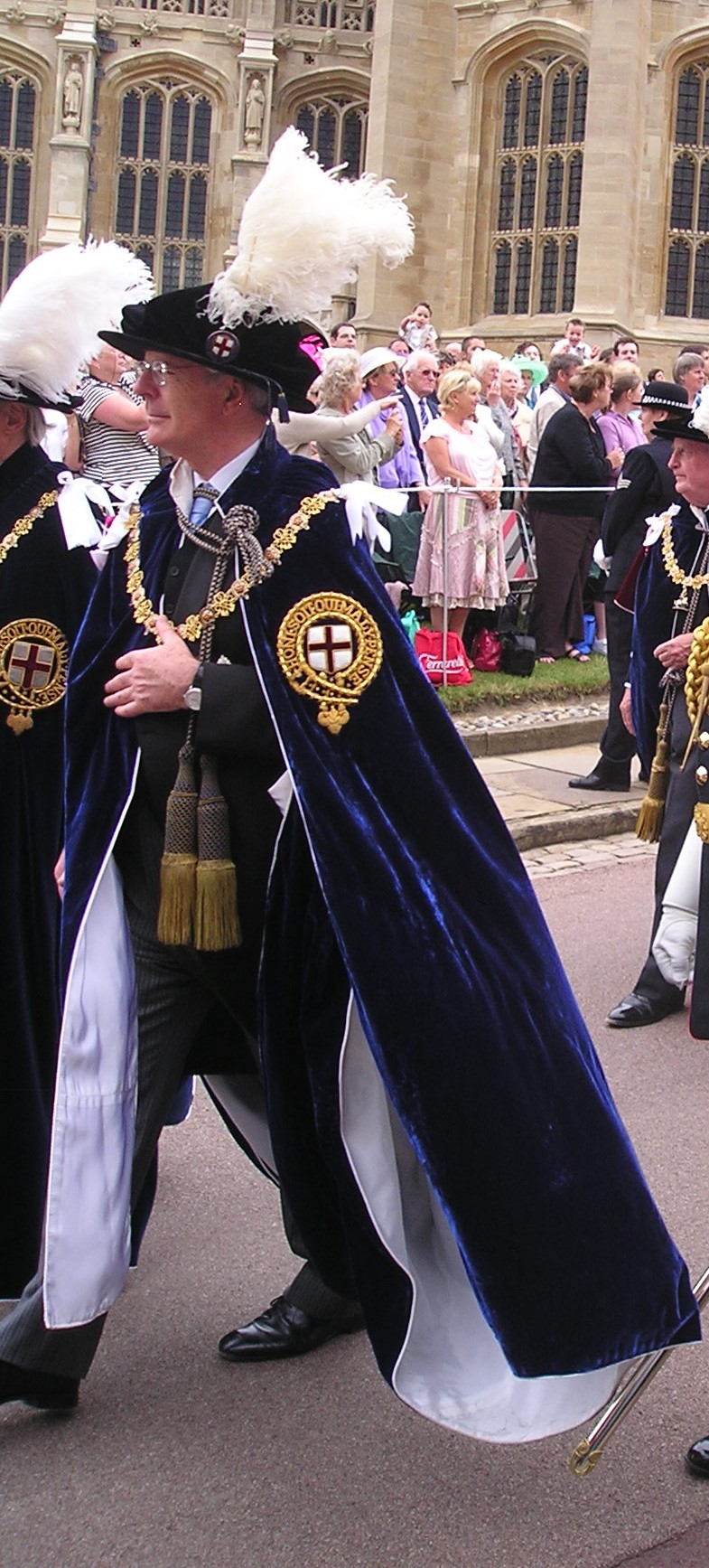
Major w stroju kawalera Orderu Podwiązki

Wybory 1997 zakończyły się największą klęską konserwatystów po 1832. W nowym parlamencie Partia Konserwatywna uzyskała 165 miejsc. Przewaga zwycięskiej Partii Pracy wynosiła 179 głosów. Major wygrał w swoim okręgu wyborczym przewagą 18 140 głosów. 2 maja oficjalnie przekazał pieczęcie premiera królowej Elżbiecie. Królowa powołała na premiera lidera laburzystów, Tony’ego Blaira.

## Na emeryturze
Po wyborach Major na krótko pozostał Liderem Opozycji. Nowe wybory na lidera partii w czerwcu 1997 wygrał William Hague. Major pozostał deputowanym do 2001, kiedy zrezygnował z ubiegania się o reelekcję. W 1999 został odznaczony Orderem Kawalerów Honoru. 23 kwietnia 2005 został kawalerem Orderu Podwiązki. Odmówił przyjęcia dożywotniego tytułu parowskiego.
Major był zawsze zapalonym krykiecistą i na emeryturze poświęcił wiele uwagi swojej pasji. Do 2002 był prezydentem Surrey County Cricket Club. Od 1998 jest członkiem Carlyle Group’s European Advisory Board, w maju 2001 został przewodniczącym Carlyle Europe. Z tego stanowiska zrezygnował w sierpniu 2004. W marcu 2001 wygłosił mowę pogrzebową w Opactwie Westminsterskim dla słynnego krykiecisty, lorda Cowdreya. W 2005 został wybrany do komitetu Marylebone Cricket Club.
Po śmierci księżnej Diany w 1997 został specjalnym opiekunem książąt Williama i Harry’ego, odpowiedzialnym za sprawy prawne i administracyjne.

## Tytuły
- 1943-1979: John Major
- 1979-1987: John Major, Esq, MP
- 1987-1999: Wielce Czcigodny John Major, MP, PC
- 1999–2001: Wielce Czcigodny John Major, CH, MP, PC
- 2001–2005: Wielce Czcigodny John Major, CH, PC
- Od 2005: Wielce Czcigodny sir John Major, KG, CH, PCHerb Johna Majora

Herb Johna Majora

## Życie prywatne
3 października 1970 poślubił Normę Johnson (ur. 12 lutego 1942), córkę Normana Wagstaffa i Edith Johnson, nauczycielkę i członkinię Młodych Konserwatystów. Mają razem dwoje dzieci – syna Jamesa (ur. 1975) i córkę Elizabeth. Małżonkowie mieszkają niedaleko Weybourne w północnym Norfolk.

## Gabinet Johna Majora

### Pierwszy gabinet, listopad 1990 – kwiecień 1992
- premier: John Major
- kanclerz skarbu: Norman Lamont
- lord kanclerz: James Mackay, baron Mackay of Clashfern
- lord przewodniczący Rady: John MacGregor
- lord tajnej pieczęci: David Waddington, baron Waddington
- minister spraw zagranicznych: Douglas Hurd
- minister spraw wewnętrznych: Kenneth Baker
- minister obrony: Tom King
- minister edukacji i nauki: Kenneth Clarke
- minister zatrudnienia: Michael Howard
- minister środowiska: Michael Heseltine
- minister zdrowia: William Waldegrave
- minister zabezpieczenia socjalnego: Tony Newton
- minister handlu i przemysłu: Peter Lilley
- minister transportu: Malcolm Rifkind
- minister ds. Szkocji: Ian Lang
- minister ds. Walii: David Hunt
- minister ds. Irlandii Północnej: Peter Brooke
- Kanclerz Księstwa Lancaster: Chris Patten
- naczelny sekretarz skarbu: David Mellor
- minister energii: John Wakeham
- minister rolnictwa, rybołówstwa i żywności: John Gummer

### Drugi gabinet, kwiecień 1992 – maj 1997
- premier: John Major
- kanclerz skarbu: Norman Lamont
- lord kanclerz: James Mackay, baron Mackay of Clashfern
- lord przewodniczący Rady: Tony Newton
- lord tajnej pieczęci: John Wakeham, baron Wakeham
- minister spraw zagranicznych: Douglas Hurd
- minister spraw wewnętrznych: Kenneth Clarke
- minister obrony: Malcolm Rifkind
- minister edukacji: John Patten
- minister zatrudnienia: Gillian Shephard
- minister środowiska: Michael Howard
- minister zdrowia: Virginia Bottomley
- minister zabezpieczenia socjalnego: Peter Lilley
- minister dziedzictwa narodowego: David Mellor
- minister handlu i przemysłu: Michael Heseltine
- minister transportu: John MacGregor
- minister ds. Szkocji: Ian Lang
- minister ds. Walii: David Hunt
- minister ds. Irlandii Północnej: Patrick Mayhew
- Kanclerz Księstwa Lancaster: William Waldegrave
- naczelny sekretarz skarbu: Michael Portillo
- minister rolnictwa, rybołówstwa i żywności: John Gummer

Zmiany
- wrzesień 1992 – Peter Brooke zastępuje Davida Mellora na stanowisku ministra dziedzictwa narodowego
- maj 1993 – Michael Howard zastępuje Kennetha Clarke’a na stanowisku ministra spraw wewnętrznych, John Gummer zastępuje Howarda na stanowisku ministra środowiska, Gillian Shephard zastępuje Gummera na stanowisku ministra rolnictwa, rybołówstwa i żywności, David Hunt zastępuje Shephard na stanowisku ministra zatrudnienia, John Redwood zastępuje Hunta na stanowisku ministra ds. Walii
- wrzesień 1993 – Kenneth Clarke zastępuje Normana Lamonta na stanowisku kanclerza skarbu
- lipiec 1994 – Robert Gascoyne-Cecil, wicehrabia Cranborne, zastępuje lorda Wakehama na stanowisku Lorda Przewodniczącego Rady, Gillian Shephard zastępuje Johna Pattena na stanowisku ministra edukacji, William Waldegrave zastępuje Shephard na stanowisku ministra rolnictwa, rybołówstwa i żywności, David Hunt zastępuje Waldegrave’a na stanowisku Kanclerza Księstwa Lancaster, Michael Portillo zastępuje Hunta na stanowisku ministra zatrudnienia, Jonathan Aitken zastępuje Portillo na stanowisku naczelnego sekretarza skarbu, Stephen Dorrell zastępuje Petera Brooke’a na stanowisku ministra dziedzictwa narodowego, Brian Mawhinney zastępuje Johna MacGregora na stanowisku ministra transportu, Jeremy Hanley zostaje ministrem bez teki
- czerwiec 1995 – David Hunt zastępuje Johna Redwooda na stanowisku ministra ds. Walii
- lipiec 1995 – Malcolm Rifkind zastępuje Douglasa Hurda na stanowisku ministra spraw zagranicznych, Michael Portillo zastępuje Rifkinda na stanowisku ministra obrony, Stephen Dorrell zastępuje Virginię Bottomley na stanowisku ministra zdrowia, Bottomley zastępuje Dorrella na stanowisku ministra dziedzictwa narodowego, Brian Mawhinney zastępuje Jeremyego Hanleya jako minister bez teki, George Young zastępuje Mawhinneya na stanowisku ministra transportu, Ian Lang zastępuje Heseltine’a na stanowisku ministra handlu i przemysłu, Michael Forsyth zastępuje Langa na stanowisku ministra ds. Szkocji, William Hague zastępuje Davida Hunta na stanowisku ministra ds. Walii, Roger Freeman zastępuje Hunta na stanowisku Kanclerza Księstwa Lancaster, William Waldegrave zastępuje Jonathana Aitkena na stanowisku naczelnego sekretarza skarbu, Douglas Hogg zastępuje Waldegrave’a na stanowisku ministra rolnictwa, rybołówstwa i żywności, z połączenia ministerstwa edukacji i ministerstwa zatrudnienia powstaje ministerstwo edukacji i zatrudnienia z Gillian Shephard na czele

### Gabinet cieni, maj – czerwiec 1997
- lider opozycji, minister spraw zagranicznych, minister obrony: John Major
- zastępca lidera Opozycji, Kanclerz Księstwa Lancaster: Michael Heseltine
- kanclerz skarbu, naczelny sekretarz skarbu, minister handlu i przemysłu: Kenneth Clarke
- minister spraw wewnętrznych, minister spraw konstytucyjnych: Michael Howard
- minister zdrowia: Stephen Dorrell
- minister edukacji i zatrudnienia: Gillian Shephard
- minister transportu: George Young
- minister ds. Walii: William Hague
- minister rolnictwa, rybołówstwa i żywności: Douglas Hogg
- lord kanclerz: James Mackay, baron Mackay of Clashfern
- minister środowiska: John Gummer
- minister dziedzictwa narodowego: Virginia Bottomley
- przewodniczący Izby Lordów: Robert Gascoyne-Cecil, wicehrabia Cranborne
- przewodniczący Brytyjskiej Partii Konserwatywnej: Brian Mawhinney
- główny whip Opozycji: Alistair Goodlad

## Publikacje
- Autobiography, HarperCollins, Londyn 1999, ISBN 0-00-257004-1.
- More Than A Game. The Story of Cricket’s Early Years, HarperCollins, Londyn 2007, ISBN 978-0-00-718364-7.